# Lac de Gras
Lac de Gras är en sjö i Kanada.   Den ligger i territoriet Northwest Territories, i den centrala delen av landet, 3 000 km nordväst om huvudstaden Ottawa. Lac de Gras ligger 461 meter över havet. Arean är 632 kvadratkilometer. Den sträcker sig 43,1 kilometer i nord-sydlig riktning, och 68,6 kilometer i öst-västlig riktning.
Trakten runt Lac de Gras är nära nog obefolkad, med mindre än två invånare per kvadratkilometer.